# Korea under japansk overherredømme
Korea under japansk herredømme betegner tiden fra 1905 til 1945, hvor halvøen de facto udgorde et japansk lydland til trods for en formel selvstændighed.

## Baggrund
Allerede i begyndelsen af det 16. århundrede begyndte Japan at blande sig i Koreas anliggender, og i tre krige fra 1592 til 1598 blev landet så hårdt medtaget, at kun Kinas indskriden reddede det fra undergang. Senere faldt manchuerne ind og bragte Korea i afhængighed af Kina, der dog snart blev rent nominel.
I 1876 begyndte Korea at tilnærme sig Japan, der anerkendte rigets uafhængighed og afsluttede en handelstraktat med det. I Korea var der imidlertid stadig interne stridigheder og uroligheder mellem Fremskridtspartiet, der i Japan så sin forbundsfælle, og det konservative parti, der støttede sig til Kina. Disse uroligheder gav anledning til Overenskomsten i Tientshin 1885 mellem Kina og Japan, ifølge hvilken de to lande kun i forening måtte skride ind i Korea. Da Fremskridtspartiet imidlertid blev kongen, Ji-Hong, for stærkt, henvendte han sig i 1894 til Kina om hjælp. Der over opstod stridigheder, der førte til krigen mellem Japan og Kina, under hvilken Japan bemægtigede sig hele Korea, der dog ved Freden i Shimonoseki 1895 erklæredes for uafhængigt, men samtidig i virkeligheden blev den tumleplads, hvor Japan og Rusland stredes om at opnå størst indflydelse. Hoffet følte sig mest draget til Rusland, og i august 1895 fjernedes det japansk-venlige ministerium, hvor efter dronningen afsatte en mængde japanske embedsmænd. Til gengæld herfor blev hun natten mellem 7. og 8. oktober overfaldet i slottet af japanere og myrdet. Februar 1896 flygtede kongen selv til den russiske repræsentants palads og forblev der et helt år, mens den yderligste reaktion fik råderum i landet. I december 1897 blev hans tidligere finansielle rådgiver, engelskmanden M'Leavy Brown, som havde fået flere forbedringer indført, fjernet og afløst af russeren Alexinev. Et par måneder forinden havde kongen tillagt sig kejsertitel, men han syntes ellers ikke at bekymre sig synderligt om landets ve og vel.
Mens japanerne i de følgende år nøjedes med at sikre sig post- og telegrafvæsenet, bygge jernbaner og anlægge bjergværker, samt udvikle handel og skibsfart, søgte russerne at få fast fod dels ved Jalu-floden (grænsefloden mod Manchuriet), dels ved kysterne, særlig ved Chemulpo, hovedstaden Seouls havn. Her skete i november 1903 et sammenstød mellem russere og japanere, hvor efter der sendtes japanske tropper til Korea, og her begyndte japanerne 9. februar 1904 krigen med et overfald på et russisk krigsskib. Få dage efter forlod den russiske udsending Seoul, og fra da af var det forbi med Koreas uafhængighed. Den 23. februar måtte det slutte et forsvarsforbund med Japan; i maj kom Japans store statsmand, Grev Ito til Korea for at overtage styret, og ved en ny traktat 22. august blev landet i virkeligheden stillet under Japans formynderskab, om det end af navn var et uafhængigt rige. Ved fredsslutningen 1905 måtte Rusland indrømme, at Korea hørte under Japans »interessesfære«, og dette blev siden godkendt også af datidens andre stormagter. Grev Ito kundgjorde offentlig, at Koreas udenrigske forhold helt overgik til Japan og for fremtiden skulle overtages af dettes resident; det var Japans formål at fremme landets opkomst, blandt andet ved en ny landbolovgivning, samt at udvikle en selvstændig forvaltning og hær, men — tilføjede han — hvis koreanerne gjorde modstand herimod, vilde de kun fremkalde landets ligefremme tilknytning til Japan. Gentagne opstande blev nedkæmpede med hårdhed, og da kejseren selv juli 1907 tillod sig at rette sine klager over Japanernes fremfærd til Fredskonferencen i Haag, blev han kort efter nødt til at frasige sig regeringen til fordel for sin søn. Endvidere blev Koreas hær opløst 1908 og japanske tropper indsatte i stedet. Der var således kun svage rester af landets uafhængige stilling, og den fremmede styrelse var ret hårdhændet — al myndighed var inddraget under den, og en ikke ringe indvandring af japanere skete. 1910 annekteredes endelig Korea af Japan. Den kejserlige familie og medlemmerne af det sidste koreanske ministerium fik japanske adelstitler, men landets styrelse lagdes ganske i hænderne på japanske embedsmænd.

## Korea under det japanske styre

### Befolkningsforhold
Befolkningen bestod langt overvejende af koreanere. Af fremmede fandtes 1920: ca. 300.000 japanere, 18.972 kinesere, 597 amerikanere, 257 englændere, 107 franskmænd.
Folket var delt i 3 stænder: adelige, fri og livegne. Adelen havde i praksis eneret på de højere embeder, mens de fri kunne få de lavere. Embedsstanden var i høj grad uredelig. Kvinderne betragtedes som slaver og måtte forrette alt strengt arbejde.

### Bebyggelse
Husene havde en etage og byggedes af ler eller sten med stråtag, gulvet var af ler uden måtter. Renligheden var betydelig større end hos kineserne, om end koreanerne i den retning stod langt tilbage for japanerne. Landsbyerne var små og lå i reglen ved foden af en bakke med en lille lund i nærheden.

### Religion
Religionen var en blanding af forfædredyrkelse, buddhisme og Kungfutse's lærer. Der fandtes meget få templer, og folket viste i det hele taget en stor ligegyldighed over for religionen. Klostre fandtes dog i betydeligt antal, men den buddhistiske gejstlighed var kun lidet anset og havde ingen indflydelse. Kristendommen fik allerede indpas i landet 1837, da romersk-katolske missionærer begyndte deres virksomhed. 1884 begyndte den evangeliske mission. 1912 fandtes ca. 200 protestantiske og 60 katolske missionærer i landet og ca. 120.000 indfødte kristne.

### Undervisning
Skolevæsenet var privat, men en stor del af befolkningen kunne dog læse og skrive. Der var et betydeligt antal missionsskoler.

### Regeringsform
Korea blev styret af en japansk generalguvernør.

### Statsfinanser
Statsindtægten for 1912—13 var ordinært 26,7 mio. yen, ekstraordinært 26,2 mio. yen.

### Næringsveje
Hovedmassen af befolkningen levede af agerbrug. I den sydlige del af landet var ris den vigtigste afgrøde, der dog længere mod nord afløstes af hvede. Desuden dyrkedes byg, hirse og bønner. I bjergegnene var kartofler og havre befolkningens hovedernæring. Af andre kulturplanter kan fremhæves bomuld, hamp, tobak, indigo og ginseng. Af frugttræer dyrkedes fersken og aprikos samt mod sydvest granatæbler og citroner.
Kvægavlen var højst ubetydelig, hornkvæg blev holdt i ringe antal, heste som lastdyr, får som offerdyr, kun svin holdtes i større mængde. Silkeavl blev drevet i enkelte egne.
Koreas mineralrigdom var betydelig. De arkaiske dannelser var meget rige på jernmalm, tillige forekom der guldførende kvarts, sølvholdig blyglans, kobber-, kviksølv- og tinertser. Kul og petroleum forekom i ringere mængder. Bjergværksdriften indskrænkede sig desuagtet til lidt guldvaskeri.
Industrien var ubetydelig. Der tilvirkedes silketøj både af ægte silke og af vild silke, der vandtes af egespinderen. Papirindustrien var mere vigtig, og det koreanske papir havde ry for at overgå det japanske i styrke; imprægneret med olie anvendtes det til regnskærme og regnkapper. I nærheden af hovedstaden Soul blev der af udlændinge oprettet moderne fabrikker.
Handelen var i stadig stigen. Forhen kunne kun Kina handle med Korea, og den årlige omsætning beløb sig til en halv mio. dollar og fandt indtil 1870 kun sted på 3 årlige markeder i grænsebyen Kaulimon. 1876 afsluttedes en handelstraktat med Japan, 1882 med USA, 1883 med England og Tyskland, 1884 med Italien og Rusland, 1886 med Frankrig, 1892 med Østrig, hvoraf følgen blev, at de 3 havne Wonsan, Fusan og Tshemulpo åbnedes for den udenlandske handel, og tillige blev handel over landgrænsen åbnet for russerne. Særlig japanerne viste sig meget driftige, og største delen af handelen var i deres hænder. 1912 var 12 byer åbne for handelen med udlandet.

### Udenrigshandel
Indførslen havde 1919 en værdi af 281 mio. yen. Udførslens værdi var 220 mio. yen foruden guld.
Der udførtes ris (110 mio. yen), bønner (23 mio. yen), kohuder (3 mio. yen), kvæg (3 mio. yen). Der indførtes bomuldsvarer, maskiner, kul, brændselsolie, træ, sukker, papir.

### Infrastruktur
Af jernbaner fandtes 1920 19.865 km, 3.212 km telegraflinjer og 2.150 km telefonledninger. I øvrigt var samfærdselsmidlerne længe i en yderlig slet tilstand; fra Soul til den kinesiske grænse førte dog en for vogne farbar vej; ellers fandtes der kun ridestier. Floderne blev overskredet ved vadesteder, da der ingen broer findes. Bjergpasserne kunne kun passeres om sommeren. En telegraflinje førte fra den kinesiske grænse over Seoul til Fusan, der ved et kabel stod i forbindelse med Japan.
Et engelsk og et japansk dampskibsselskab havde regelmæssig fart på koreanske havne.